# Рыбалкин, Валерий Сергеевич
Вале́рий Сергеевич Рыба́лкин (19 мая 1952, село Котенково, Новгородковский район, Кировоградская область) — советский и украинский востоковед, арабист, переводчик, дипломат, доктор филологических наук, (2000), профессор (2005).
Специалист в области арабской лингвистики, лексикологии и лексикографии, арабской археографии, коранистики, арабской литературы и др.
Автор первого академического перевода Корана на украинский, первая часть текста была опубликована в 2003 году в Киеве, автор перевода на украинский язык ряда сказок из «Тысячи и одной ночи» с оригинала. Перевод был опубликован в 2011 году в Тернопольском издательстве «Навчальна книга — Богдан».
Автор статей в Энциклопедии Арабского языка и лингвистики (Brill Encyclopedia of Arabic Language and Linguistics).
Почётный доктор многих университетов США, Канады, ОАЭ, Египта, Иордании и других стран.

## Биография
В 1969 году вступает на факультет английской филологии Киевского государственного института иностранных языков (сейчас — Киевский национальный лингвистический университет), после чего записывается слушателем Военного института иностранных языков в Москве, проходит службу в рядах армии СССР.
После армии поступает на Восточный факультет Ленинградского государственного университета им. Жданова (сейчас — Санкт-Петербургский государственный университет), который с отличием оканчивает экстерном в (1976) году.
После выпуска некоторое время преподаёт русский язык арабским студентам, а также арабский язык в Киевском институте инженеров цивильной авиации.
В конце 70-х становится младшим научным сотрудником Института языкознания имени А. А. Потебни АН УССР, где приобретает опыт исследовательской работы. В рамках своей научной деятельности опубликовал две методические разработки для иностранных студентов подготовительного факультета — «Словарь арабских терминов по физике» (1978) и «Словарь арабских терминов по термодинамике» (1979).
В 1980 году поступает в аспирантуру Ленинградского отделения Института востоковедения АН СССР (сейчас — Институт восточных рукописей РАН), которую заканчивает в 1984 году, защитив диссертацию по теме «Принципы построения арабских лексикографических трудов VIII—XVIII вв.». В 1990 году киевское издательство «Наукова думка» публикует монографию исследователя «Арабская лексикографическая традиция».
Работал переводчиком в НДРЙ (1979—1981), Египте (1990, 1991), ОАЭ (1990—1991, 1993) и других арабских странах.
После учреждения академиком Прицаком Института востоковедения имени Агафангела Крымского Национальной академии наук Украины становится замдиректора Института по научной работе (конец 1991 — март 1996).
В это же время (после 1991 года) Валерий Рыбалкин занимается преподавательской деятельностью в Киевском национальном университете им. Тараса Шевченка, разработав и внедрив целый ряд арабистических курсов и спецкурсов, связанных, прежде всего, с грамматикой, лексикологией и лексикографией. В 1992 году получает звание доцента и единогласно избирается заведующим только учреждённой кафедры теории и практики перевода восточных языков факультета иностранной филологии КНУ им. Тараса Шевченка.
С 1996 по 1999 года работал в дипломатической сфере на должности советника по политическим вопросам Посольства Украины в ОАЭ.
После возвращения на Украину возобновляет научную деятельность под эгидой Института востоковедения имени А. Е. Крымского НАН Украины — сначала как ведущий научный сотрудник, а после как заведующий отдела Классического Востока, где работает и сегодня (2014 год).
В 2000 году защитил диссертацию «Арабская лингвистическая традиция: классические концепции и их современная интерпретация», получив учёную степень доктора филологических наук.
В 2005 года получает звание профессора, долгое время работая в Институте филологии КНУ им. Тараса Шевченка.
С 2004 по 2008 годы занимал пост ректора, а с 2009 по 2012 — президента Киевского университета «Східний Світ».
По состоянию на 2012 год под руководством Валерия Рыбалкина были успешно защищены семь кандидатских и одна докторская диссертация.
На протяжении нескольких последних лет руководит следующими проектами:
- «Социокультурная функция сакрального текста на Востоке: лингвостилистический, идейно-эстетический и правовой аспекты» (Институт Востоковедения НАН Украины, 2007—2011);
- 17th Century Historical Sources Concerning Moldavia and Ukraine: Research on Paul of Aleppo’s Travels of Macarius III, Patriarch of Antioch" (Институт Востоковедения НАН Украины, Институт восточных рукописей РАН, Институт исследований Юго-Восточной Европы Румынской АН, 2012—2014);
- «Религиозно-доктринальные тексты Востока: семантика и прагматика, рецепция и интерцепция» (ИВ НАН Украины, 2012—2015).

Лауреат Премии имени Агафангела Крымского НАН Украины (1995).
Награждён Знаком Почёта Митрополита Гор Ливанских Георгия Ходра за вклад в организацию Международного симпозиума ЮНЕСКО «Диалог культур» (Триполи, 2001).
Автор более двухсот научных трудов с истории арабских лингвистических учений, лексикологии и лексикографии арабского литературного языка, языковой ситуации в современном арабском мире, арабской археографии, коранической экзегетики, арабского литературоведения.

## Основные труды
- Собрание арабских рукописей ЦНБ АН УССР // Письменные памятники Востока. Историко-филологические исследования. Ежегодник.- 1976—1977. — М., 1984. — С.161—182.
- Персидские заимствования в словаре Абу Насра Исмаила ал-Джаухари «Тадж ал-луга ва-Сихах ал-‘арабиййа» // Ирано-афразийские языковые контакты.- М.: Наука, 1987. — С.133—138.
- Предисловие словаря ал-Халила «Kitab al-‘Ayn». Исследование, перевод, комментарий // Письменные памятники Востока. Историко-филологические исследования. Ежегодник. 1978—1979. — М.: Наука, 1987. — С.108—122.
- Dirasat as-sarq al-‘arabi fi ’Ukraniya // As-Sadaqa XXXV.- ‘Amman, 1988.- S.38—42.
- Арабская лексикографическая традиция. К.: Наукова думка, 1990. — 148 с. (Рец.: Белова А. Г. // Восток.- № 1.- 1992. — С.176-181).
- Тисяча й одна ніч. Вибрані казки. Упорядкування та пер. з арабської. — К.: «Дніпро», 1991. — 511 с. (Рец: Cahier d’Etudes Maghrebines.- No 6-7. −1994. — P.242—246).
- Классические арабские словари: принципы построения, специфика пользования. НАН України, Інститут сходознавства ім. А. Ю. Кримського. — К. : [б.в.], 1994. — 33 с
- Арабская лингвистическая традиция: истоки, творцы, концепции. — К.: Феникс, 2000. — 359 с. (Рец.: Тишенко К. М.// Східний світ. — 2001, No 2. — С.195—200).
- Коран. Дослідження, переклад (фрагмент), коментарі В. С. Рибалкіна. — Київ: Стилос, 2002. — 271 с. (Рец.: Книжковий огляд. — № 9(45), вересень 2002. — С.24-27).
- Классическое арабское языкознание. — Киев: Стилос, 2003. — 406 с.
- ‘Amal // Encyclopaedia of Arabic language and linguistics. Vol.I, pp.67-74 — Leiden: E.J. Brill, 2005.
- Taʿlīq // Encyclopaedia of Arabic language and linguistics. Vol.IV, pp.428-430 — Leiden: E.J. Brill, 2005.
- Тисяча й одна ніч. Серія «Скарби Сходу» — Тернопіль: Навчальна книга — Богдан, 2011. — 576 с., ISBN 978-966-10-2046-6